# Gastón Cellerino
Gastón Andrés Javier Cellerino Grasso (Viedma, 26 giugno 1986) è un calciatore argentino, attaccante dell'UD Ourense.

## Carriera

### Gli inizi
Cresce nel vivaio del Boca Juniors giocando nelle giovanili e fa tutta la trafila dal 1997 al 2006 senza mai esordire in prima squadra.
fa il suo esordio nel calcio professionistico nel 2007 con l'Universidad San Martín in Perù giocando 13 partite e segnando 6 gol contribuendo alla conquista del campionato, l'anno successivo ritorna in patria accasandosi con il Rangers de Talca rimanendoci fino a gennaio del 2009, collezionando ben 22 gol in 35 partite che gli consentirono di arrivare secondo nella classifica dei cannonieri dietro Lucas Barrios.

### L'arrivo in Italia e i vari prestiti
Il 24 gennaio 2009 viene ufficializzato il suo passaggio al Livorno per 3 milioni di € e la firma di un contratto quinquennale: inizialmente il giocatore sembrava molto vicino alla Lazio ma il club biancoceleste voleva acquistarlo solo in prestito, per cui la trattativa saltò. Realizza il suo primo gol in Italia il 21 marzo 2009 in occasione della gara Livorno-Ancona, poi persa dai toscani. Gli amaranto salgono in Serie A, ma ne Gennaro Ruotolo ne il subentrato Serse Cosmi puntarono su Cellerino, che finì ai margini della rosa.
Il 26 gennaio 2010 viene ceduto in prestito al Celta de Vigo, in seconda divisione spagnola.
Il Celta de Vigo non esercita il diritto di riscatto sul giocatore, così Cellerino fa il suo ritorno al Livorno, dove milita nella Serie B 2010-2011 segnando una rete su 14 presenze. Il 6 agosto 2011 viene mandato in prestito al Racing Avellaneda di Diego Simeone, ma chiude la stagione con il magro bilancio di 2 partite e nessun gol; non viene quindi riscattato dalla società e al termine dell'annata torna al Livorno, che lo gira nuovamente in prestito all'Unión La Calera, dove racimola 24 presenze ed 11 gol.
L'esperienza, sportivamente positiva, con il La Calera fu però macchiata da un episodio controverso: durante la sfida contro il Santiago Wanderers egli colpì il portiere avversario Mauricio Viana con un colpo da kung fu. La condotta violenta - a suo dire provocata da alcuni insulti che Viana aveva rivolto contro i suoi familiari - rischiò di fargli scontare tre anni di galera, ma alla fine Cellerino se la cavò con una maxi-squalifica. Nella stagione 2012-13 ritorna al Livorno, ma l'annata non va come previsto (il giocatore riesce a scendere in campo solo in 3 occasioni) ed al termine della stagione lascia definitivamente il club labronico, dove tra campionato, play-off e Coppa Italia ha collezionato in totale 36 presenze e 3 gol.

### Esperienze successive
Terminata l'esperienza in Italia, Cellerino fa ritorno per la terza volta in patria firmando proprio col Santiago Wanderers dove ritrova l'ex "nemico" Viana, col quale però si è nel frattempo riappacificato.
Il 15 novembre 2015, realizzando una tripletta nella finale, vince il torneo NASL con i New York Cosmos.
Il 9 aprile 2021 approda nel Ligorna, squadra militante nell'Eccellenza ligure.

## Statistiche

### Presenze e reti nei club
Statistiche aggiornate al 2 maggio 2017.
| Stagione                  | Squadra                   | Campionato                | Campionato | Campionato | Coppe nazionali | Coppe nazionali | Coppe nazionali | Coppe continentali | Coppe continentali | Coppe continentali | Altre coppe | Altre coppe | Altre coppe | Totale | Totale |
| Stagione                  | Squadra                   | Comp                      | Pres       | Reti       | Comp            | Pres            | Reti            | Comp               | Pres               | Reti               | Comp        | Pres        | Reti        | Pres   | Reti   |
| ------------------------- | ------------------------- | ------------------------- | ---------- | ---------- | --------------- | --------------- | --------------- | ------------------ | ------------------ | ------------------ | ----------- | ----------- | ----------- | ------ | ------ |
| 2007                      | Universidad San Martín    | CD                        | 14         | 4          | -               | -               | -               | -                  | -                  | -                  | -           | -           | -           | 14     | 4      |
| 2008                      | Rangers                   | PD                        | 6          | 4          | -               | -               | -               | -                  | -                  | -                  | -           | -           | -           | 6      | 4      |
| gen.-giu. 2009            | Livorno                   | B                         | 7+3        | 1          | CI              | -               | -               | -                  | -                  | -                  | -           | -           | -           | 10     | 1      |
| 2009-gen. 2010            | Livorno                   | A                         | 6          | 0          | CI              | 2               | 0               | -                  | -                  | -                  | -           | -           | -           | 8      | 0      |
| gen.-giu. 2010            | Celta Vigo                | SD                        | 12         | 1          | CR              | -               | -               | -                  | -                  | -                  | -           | -           | -           | 12     | 1      |
| 2010-2011                 | Livorno                   | B                         | 14         | 1          | CI              | 1               | 1               | -                  | -                  | -                  | -           | -           | -           | 15     | 2      |
| 2011                      | Racing Avellaneda         | PD                        | 2          | 0          | CA              | 0               | 0               | -                  | -                  | -                  | -           | -           | -           | 2      | 0      |
| 2012                      | Unión La Calera           | PD                        | 24         | 11         | CC              | -               | -               | -                  | -                  | -                  | -           | -           | -           | 24     | 11     |
| gen.-giu. 2013            | Livorno                   | B                         | 3          | 0          | CI              | -               | -               | -                  | -                  | -                  | -           | -           | -           | 3      | 0      |
| Totale Livorno            | Totale Livorno            | Totale Livorno            | 30+3       | 2          |                 | 3               | 1               |                    | -                  | -                  |             | -           | -           | 36     | 3      |
| 2013                      | Santiago Wanderers        | PD                        | 12         | 1          | CC              | -               | -               | -                  | -                  | -                  | -           | -           | -           | 18     | 0      |
| 2014                      | Santiago Wanderers        | PD                        | 29         | 8          | CC              | 7               | 4               | -                  | -                  | -                  | -           | -           | -           | 36     | 12     |
| 2015                      | Santiago Wanderers        | PD                        | 15         | 8          | CC              | -               | -               | -                  | -                  | -                  | -           | -           | -           | 0      | 0      |
| Totale Santiago Wanderers | Totale Santiago Wanderers | Totale Santiago Wanderers | 57         | 17         |                 | 7               | 4               |                    | -                  | -                  |             | -           | -           | 64     | 21     |
| 2015                      | N.Y. Cosmos               | NASL                      | 8+2        | 1+4        | USOC            | 0               | 0               | -                  | -                  | -                  | -           | -           | -           | 10     | 5      |
| gen.-giu. 2016            | Bolívar                   | LFPB                      | 16         | 4          | -               | -               | -               | CS                 | 4                  | 1                  | -           | -           | -           | 20     | 5      |
| 2016-gen. 2017            | Bolívar                   | LFPB                      | 14         | 7          | -               | -               | -               | CL                 | 5                  | 2                  | -           | -           | -           | 19     | 9      |
| Totale Bolívar            | Totale Bolívar            | Totale Bolívar            | 30         | 11         |                 | -               | -               |                    | 9                  | 3                  |             | -           | -           | 39     | 14     |
| 2017                      | FELDA United              | MSL                       | 12         | 1          | FACup+CM        | 1+0             | 0+0             | AFC                | 5                  | 1                  | -           | -           | -           | 18     | 2      |
| 2017                      | Deportivo Pasto           | CPA                       | 5          | 1          | CC              | 1               | 1               | -                  | -                  | -                  | -           | -           | -           | 6      | 2      |
| 2018                      | Deportivo Pasto           | CPA                       | 5          | 2          | CC              | 0               | 0               | -                  | -                  | -                  | -           | -           | -           | 5      | 2      |
| Totale Deportivo Pasto    | Totale Deportivo Pasto    | Totale Deportivo Pasto    | 10         | 3          |                 | 1               | 1               |                    | -                  | -                  |             | -           | -           | 11     | 4      |
| Totale carriera           | Totale carriera           | Totale carriera           | 236+5      | 74+4       |                 | 13              | 6               |                    | 14                 | 4                  |             | -           | -           | 268    | 88     |

## Palmarès

### Club

#### Competizioni nazionali
- Campionato peruviano: 1

Universidad San Martín: 2007
- Campionato NASL II: 1

New York Cosmos: 2015